# Chitrangada Singh
Chitrangada Singh (Jodhpur, 30 agosto 1976) è un'ex modella e attrice indiana.

## Biografia

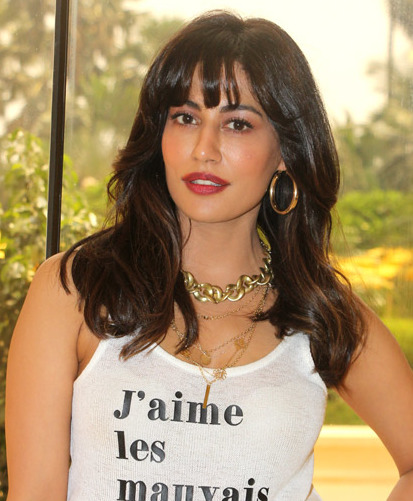
Chitrangada Singh nel 2019

Chitrangda Singh nasce il 30 agosto a Jodhpur, in Rajasthan, stato dell'India. Vive a Kota, in Rajasthan, e nelle suddivisioni indiane di Bareilly e Meerut, nell'Uttar Pradesh, quest'ultima città è l'ultima in cui suo padre, il colonnello Niranjan Singh, un ex ufficiale dell'esercito indiano, viene distaccato. Dopo gli studi a Meerut presso la Sophia Girls 'School, completa la laurea in scienze domestiche (cibo e nutrizione) presso il Lady Irwin College, a Nuova Delhi.
Chitrangada Singh inizia la propria carriera come modella, prima di passare al grande schermo: dopo aver completato gli studi universitari, inizia a lavorare per marchi come ICICI bank e Alukkas Jewellery, tra gli altri. Attira l'attenzione apparendo inoltre sulla copertina dell'album Tum To Thehre Pardesi del cantante Altaf Raja e nel video musicale Sunset Point di Gulzar, ciò fa seguito un videoclip del cantante Abhijeet Bhattacharya.
Chitrangada Singh fa il suo debutto cinematografico apparendo nel film diretto da Sudhir Mishra, Hazaaron Khwaishein Aisi, nel 2005. Il ruolo le vale ampi consensi e una recensione sul Washington Post ne loda l'interpretazione, per aver dato "al suo personaggio un profondo senso di dignità e decenza". Successivamente la Chitrangada recita nel film del 2005 Kal: Yesterday and Tomorrow. Tra il 2005 e il 2008 si prende una pausa dalla recitazione, per tornare al cinema nel 2008, interpretando il ruolo principale al fianco di Sanjay Suri nella commedia romantica del regista Onir, Sorry Bhai!. Tuttavia l'uscita del film durante il fine settimana degli attentati terroristici di Mumbai del 26 novembre 2008, si è rivelata disastrosa per gli incassi.
Nel 2011 è nel film Desi Boyz diretto da Rohit Dhawan, dove interpreta il ruolo di un'insegnante di economia accanto ad Akshay Kumar, John Abraham e Deepika Padukone. Nel 2012, interpreta una danzatrice nel film Joker di Shirish Kunder. Il suo film successivo è I, Me aur Main del 2013, in cui recita al fianco di John Abraham nel 2013. Lo stesso anno torna a recitare per il regista Sudhir Mishra nel cortometraggio Kirchiyaan e nel film Inkaar. Nel 2014, appare con Suriya nel film in lingua tamil Anjaan. Nel 2015 compone una canzone con Akshay Kumar per il suo film Gabbar Is Back. Nel 2019 è nel film Baazaar al fianco di Saif Ali Khan e nel 2021 nel film Bob Biswas.
Chitrangada Singh è inoltre testimonial per Airtel, Parachute, Puma, Borges Olive Oil, Garnier, Aliva Crackers, Taj Mahal Tea, Joyalukkas Jewellers, Tanishq di Tata Group  e Titan.

## Vita privata
Chitrangada Singh è stata sposata con il golfista Jyoti Randhawa. Dopo una relazione durata cinque anni, la coppia si è sposata nel 2001. I due hanno avuto un figlio, che hanno chiamato Zorawar. Chitrangada Singh e suo marito si sono separati nel 2013, per poi divorziare nell'aprile 2015. La custodia del figlio è stata concessa a Singh.

## Filmografia

### Attrice

#### Cinema
- Koi Lauta De Woh Pyare Din - cortometraggio (2000)
- Aasmani Rang - cortometraggio (2000)
- Yaad Karne Se Tujhko - cortometraggio (2001)
- Hazaaron Khwaishein Aisi, regia di Sudhir Mishra (2003)
- Ek Mangayasi Yaar - cortometraggio (2005)
- Kal: Yesterday and Tomorrow, regia di Ruchi Narain (2005)
- Sorry Bhai!, regia di Onir (2008)
- Yeh Saali Zindagi, regia di Sudhir Mishra (2011)
- Desi Boyz, regia di Rohit Dhawan (2011)
- Joker, regia di Shirish Kunder (2012)
- Inkaar, regia di Sudhir Mishra e Jay Dev Banerjee (2013)
- Kirchiyaan, regia di Sudhir Mishra - cortometraggio (2013)
- I, Me aur Main, regia di Kapil Sharma (2013)
- Anjaan, regia di N. Linguswamy e Suresh (2014)
- Gabbar Is Back, regia di Radha Krishna Jagarlamudi (2015)
- Munna Michael, regia di Sabir Khan (2017)
- Saheb Biwi Aur Gangster 3, regia di Tigmanshu Dhulia (2018)
- Baazaar, regia di Gauravv K. Chawla e Samuel Wilde (2018)
- Bob Biswas, regia di Diya Annapurna Ghosh (2021)

#### Televisione
- Comedy Circus Ke Ajoobe - serie TV, episodio 1x22 (2013)
- Ghoomketu - serie TV (2020)
- Modern Love Mumbai - serie TV, episodio 1x06 (2022)

### Produttrice
- Soorma, regia di Shaad Ali (2018)

## Programmi televisivi
- 13th International Indian Film Academy Awards (2012)
- Baba Ki Chowki - talk show (2018)
- Dance India Dance: Li'l Masters - reality (2018) - Giudice
- The Kapil Sharma Show - talk show (2021)

## Riconoscimenti
- Annual Central European Bollywood Awards
  - 2012 - Candidatura alla miglior attrice non protagonista per Yeh Saali Zindagi
- Apsara Film Producers Guild Awards
  - 2006 - Candidatura alla miglior attrice - cinema per Hazaaron Khwaishein Aisi
- Bollywood Awards
  - 2006 - Miglior debuttante femminile per Hazaaron Khwaishein Aisi
- Hitlist OTT Awards
  - 2022 - Candidatura alla miglior attrice non protagonista per Bob Biswas
- People's Choice Awards
  - 2008 - Candidatura alla miglior attrice per Sorry Bhai!
- Screen Awards
  - 2006 - Candidatura alla più promettente attrice debuttante per Hazaaron Khwaishein Aisi
  - 2014 - Candidatura alla miglior attrice per Inkaar
- Stardust Awards
  - 2009 - Candidatura alla Superstar femminile di domani per Sorry Bhai!
- Zee Cine Awards
  - 2006 - Candidatura alla miglior debuttante femminile per Hazaaron Khwaishein Aisi